# Шахматный клуб
Шахматный клуб — это клуб, который был организован для игры в шахматы. Часто в шахматных клубах проходят как неофициальные, так и официальные игры в рамках турниров, также иногда проходят игры в рамках спортивных лиг.

## История
Старейшим ныне действующим шахматным клубом в мире является шахматный клуб «Цюрих», основанный в 1809 году. В 1953 году клуб организовал турнир претендентов по шахматам, в котором участники соревновались за право сыграть в матче на титул чемпиона мира по шахматам. Первый немецкий шахматный клуб — берлинский  Schadows Schachklub (существовал с 1803 по 1847 год), старейшие ныне действующие немецкие шахматные клубы — берлинский клуб Berliner Schachgesellschaft 1827 Eckbauer, основанный в 1827 году и гамбургский Hamburger SK (основан в 1830). Одним из старейших шахматных клубов Лондона являлся Сент-Джорджский шахматный клуб (основан в 1843 году). Старейший университетский шахматный клуб в Великобритании — шахматный клуб Оксфордского университета (Oxford University Chess Club), основанный в 1869 году. Одни из первых американских шахматных клубов — клубы Mechanics' Institute Chess Club, Marshall Chess Club, Manhattan Chess Club. В России первым шахматным клубом стало Петербургское общество любителей шахматной игры (открыто в 1853 г.).

## Организация
Клубы часто входят в состав национальной федерации, напрямую или через членство в региональной шахматной ассоциации. Национальные федерации являются членами ФИДЕ, международной шахматной организации. Этот факт помогает установить единую трактовку правил и условия игры повсеместно, хотя некоторые страны используют свои собственные правила, немного отличающиеся от правил ФИДЕ. Связь клуба с национальной шахматной федерацией помогает привести правила проведения шахматных турниров к одному стандарту.

## Клубные соревнования
В 1824 году состоялся игра по переписке между Лондонским шахматным клубом и шахматным клубом Эдинбурга.
Шахматные клубы могут проводить неофициальные, «товарищеские» матчи, а также клубные и межклубные соревнования, турниры. Тренером в них может являться достаточно опытный шахматный игрок, также могут проводиться вечерние лекции или дополнительные занятия. В клубах может быть библиотека книг по шахматам. Клубы могут предоставлять возможность играть в одной или нескольких лигах, в зависимости от географического положения клуба.
Система рейтингов Эло позволяет оценить результаты игр и прогресс игроков. Многие клубы пользуются рейтинговой системой, предоставленной ФИДЕ или национальными шахматными федерациями. Ведущим европейским соревнованием является Кубок европейских клубов по шахматам.

## Внешние ссылки
- "The School Chess Club" Архивная копия от 5 ноября 2021 на Wayback Machine, Английская шахматная федерация (англ.).
- Directory of English Chess Clubs, Английская шахматная федерация (англ.).